# Hartvig Jochum Müller

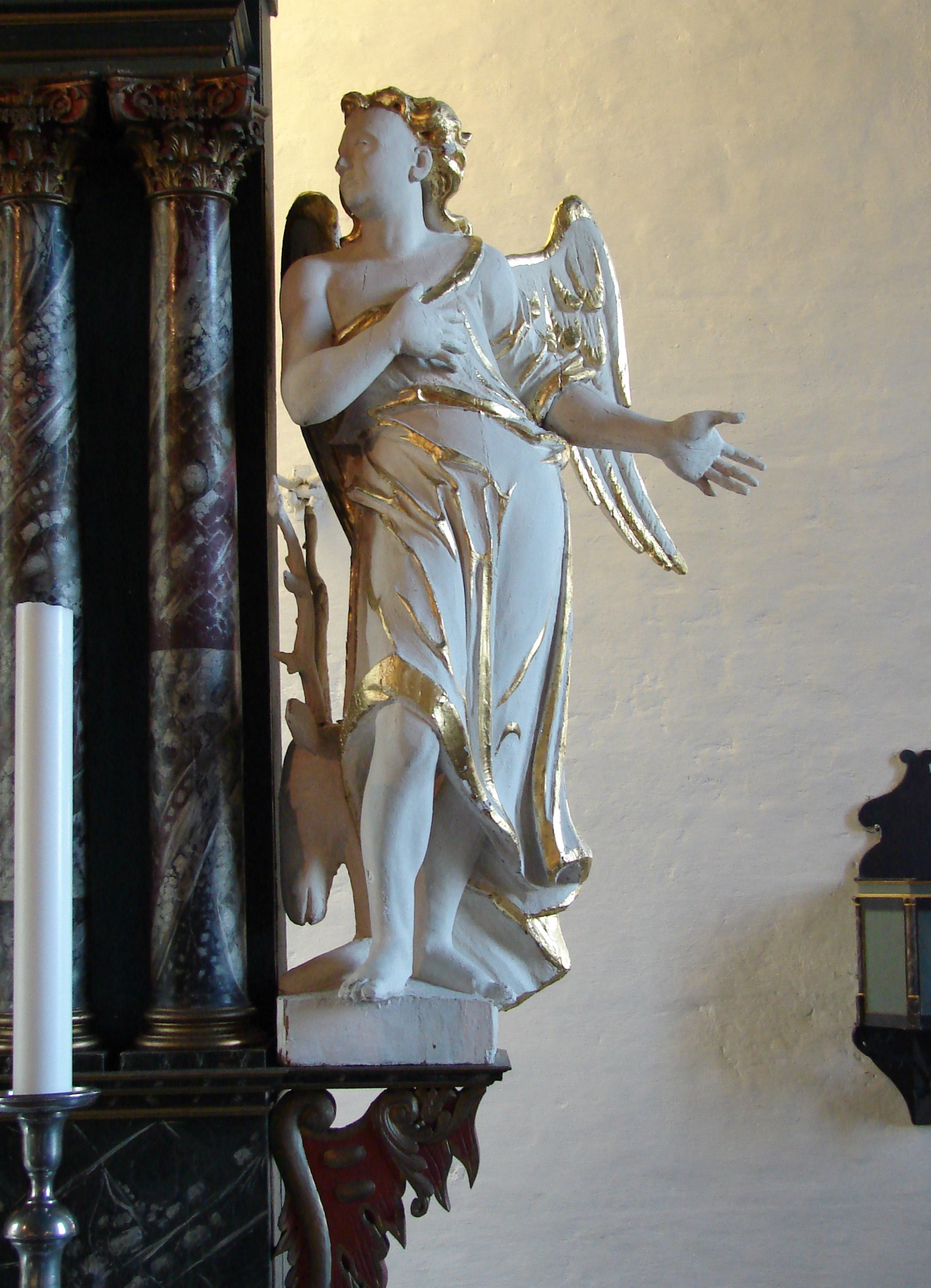
Vitlackerad änglafigur med förgyllning från altartavlan i Stavern kirke

Hartvig Jochum Müller, född cirka 1716, död 1793 i Köpenhamn, var en orgelbyggare som arbetade i Danmark och Norge. Han var elev till Lambert Daniel Kastens.
Müller verkade huvudsakligen som orgelbyggare, men på 1750-talet levererade han också bildhuggararbeten  till kyrkors interiörer i Danmark. Till Frederiksberg kirke i Köpenhamn byggde han både orgeln och fasaden med rokoko utsmyckning. Till Larvik kirke levererade han figurerna tro, hopp och kärlek och tålamod. Snidade i Köpenhamn av snickarmästaren Hendrich Rohde.
Altaret i Stavern kirke (Stavern) fick Müller i kontrakt genom en tävling med bildhuggaren Simon Carl Stanley (1703–1761). Hit levererade han sex vitmålande änglafigurer med förgyllningar som omringade altartavlan. Man vet inte om Müller endast var entreprenör eller om han också var konstnärligt ansvarig för figurerna han levererade.

## Urval av verk
- Orgel i Sankt Budolfi Kirke, Ålborg
- Orgel i Christians kirke i Köpenhamn
- Orgel i Dreslette kirke på Fyn
- Reparationer på Hermann Raphaëlis orgel i Roskilde domkyrka
- Orgel till Zebaothskirken i Christiansted
- Orgel till Frederiksberg kirke
- Änglafigur till Frederiksvern kirke